# Somerville (Maine)
Somerville es un pueblo ubicado en el condado de Lincoln en el estado estadounidense de Maine. En el Censo de 2010 tenía una población de 548 habitantes y una densidad poblacional de 9,28 personas por km².

## Geografía
Somerville se encuentra ubicado en las coordenadas 44°17′21″N 69°29′9″O / 44.28917, -69.48583. Según la Oficina del Censo de los Estados Unidos, Somerville tiene una superficie total de 59.08 km², de la cual 56.81 km² corresponden a tierra firme y (3.84%) 2.27 km² es agua.

## Demografía
Según el censo de 2010, había 548 personas residiendo en Somerville. La densidad de población era de 9,28 hab./km². De los 548 habitantes, Somerville estaba compuesto por el 94.71% blancos, el 0.36% eran afroamericanos, el 0.18% eran amerindios, el 1.82% eran asiáticos, el 0% eran isleños del Pacífico, el 0.36% eran de otras razas y el 2.55% pertenecían a dos o más razas. Del total de la población el 2.74% eran hispanos o latinos de cualquier raza.